# Хоркера (река)
Хорке́ра (исп. Río Jorquera) — река на севере Чили в области Атакама, правая составляющая реки Копьяпо. Длина реки — 130 км. Площадь водосборного бассейна — 4160 км².

Бассейн реки Копьяпо

Река формируется при слиянии рек Фигероа и Турбио близ посёлка Ла-Гуардия. Река течёт на юго-запад и, сливаясь с Рио-Пулидо и Манфлас возле посёлка Лас-Хунтас на высоте 1230 метров над уровнем моря, образует реку Копьяпо.
Максимум стока приходится на время с декабря по февраль. Среднемесячный расход воды колеблется между 1,07 и 1,63 м³/с. Водородный показатель воды в устье реки равен 7,83.
Хотя река течёт по гористой местности, в её водосборе находится 20,5 км² водно-болотных угодий.

## Притоки
- Фигероа[3]
- Турбио
- Эстансилья[6]